# Гран-при Виллер-Котре
Гран-при Виллер-Котре (фр. Grand Prix de Villers-Cotterêts) — шоссейная однодневная велогонка по дорогам французского кантона Виллер-Котре, департамент Эна. Проводилась с 1998 по 2006 год. С 2005 года входила в календарь Европейского тура UCI, имея категорию 1.1. Являлась одной из гонок Велошоссейного кубка Франции.
В 2007 году гонка не состоялась из-за отсутствия достаточного финансирования со стороны спонсоров. Городские власти Виллер-Котре направили денежные средства на организацию приёма четвёртого этапа Тур де Франс-2007, маршрут которого проходил через их кантон. В следующем году соревнование возобновлено не было.

## Призёры
| Год  | Победитель          | Второй            | Третий            |
| ---- | ------------------- | ----------------- | ----------------- |
| 1998 | Яан Кирсипуу        | Вячеслав Джаванян | Берри Худемакерс  |
| 1999 | Сириль Согрен       | Якоб Пиил         | Людовик Капелле   |
| 2000 | Дамьен Назон        | Вим Омлоп         | Вим Вансевенант   |
| 2001 | Лоран Брошар        | Стюарт О’Грэйди   | Паскаль Чантер    |
| 2002 | Лоран Лефевр        | Николас Вогонди   | Курт Асле Арвесен |
| 2003 | Джулиан Винн        | Эммануэль Маньен  | Джимми Каспер     |
| 2004 | Стюарт О’Грэйди     | Герт Омлоп        | Баден Кук         |
| 2005 | Брэдли Макги        | Самуэль Плуинек   | Джон Гадре        |
| 2006 | Эмильен-Бенуа Берже | Дмитрий Муравьёв  | Юнас Люнгблад     |